# پیتر بی. کاین
پیتر بی. کاین (انگلیسی: Peter B. Kyne؛ ۱۲ اکتبر ۱۸۸۰ – ۲۵ نوامبر ۱۹۵۷) رمان‌نویس اهل ایالات متحده آمریکا بود. وی بین سال‌های ۱۹۱۴ تا ۱۹۵۲ میلادی فعالیت می‌کرد. بیش از ۱۰۰ فیلم بین سال‌های ۱۹۱۴ تا ۱۹۵۲ از آثار او اقتباس شدند که بسیاری از اولین آنها بدون رضایت یا پرداخت پولی به او ساخته شدند.

از فیلم‌ها یا مجموعه‌های تلویزیونی که وی در آن‌ها نقش داشته است، می‌توان به جمع اضداد محال است، کالیفرنیا، سه پدرخوانده و قهرمانان جهنم اشاره نمود.